# District militaire de Kiev

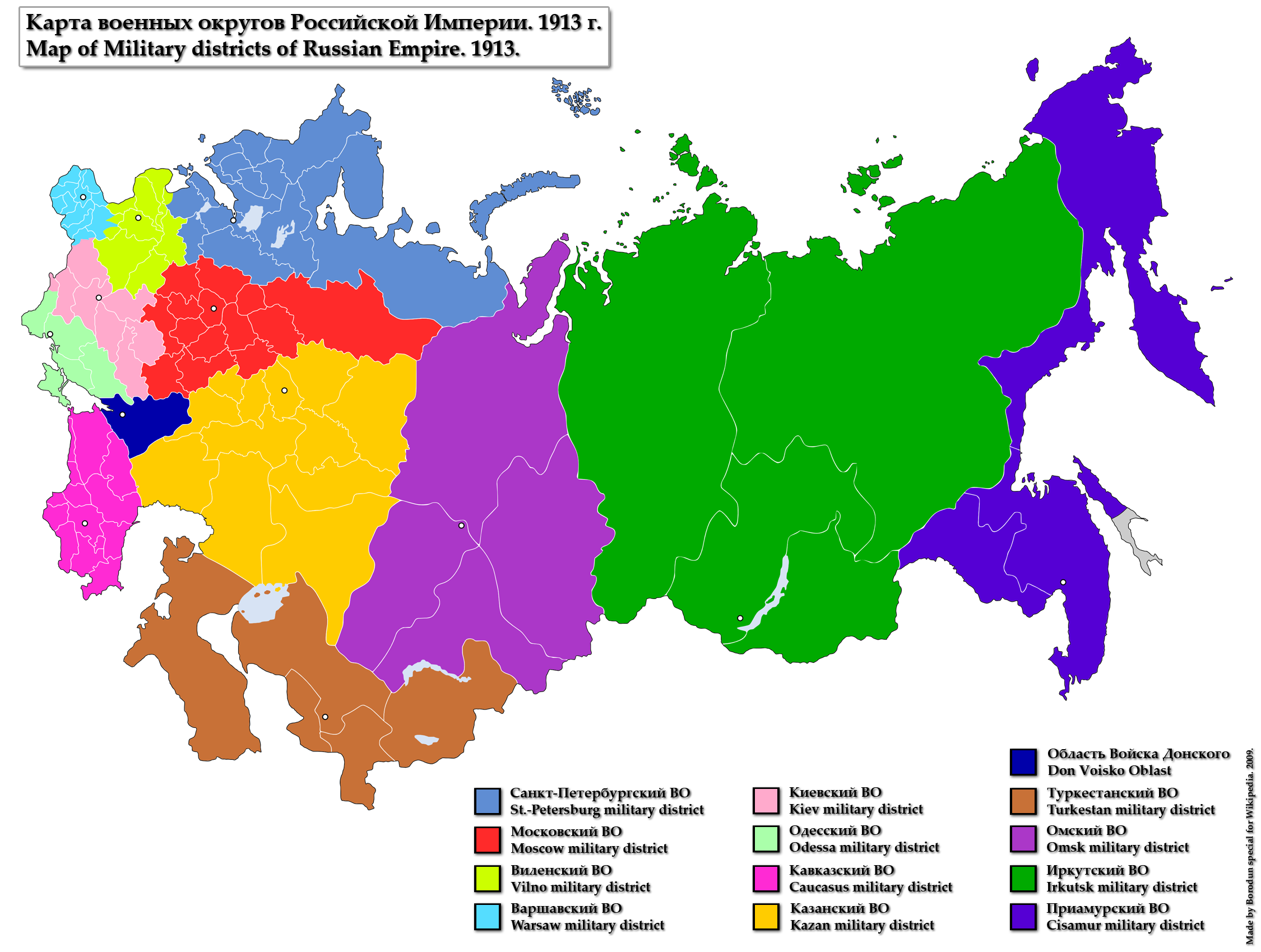
Districts militaires de l'Empire russe, 1913.

Le district militaire de Kiev (russe : Киевский вое́нный о́круг, abrégé en КВО) était un district militaire de l'Armée impériale russe, puis de l'Armée rouge et des forces armées soviétiques. Il a été formé pour la première fois en 1862 et avait son siège à Kiev pendant la majeure partie de son existence.

## Formation de l'armée impériale russe

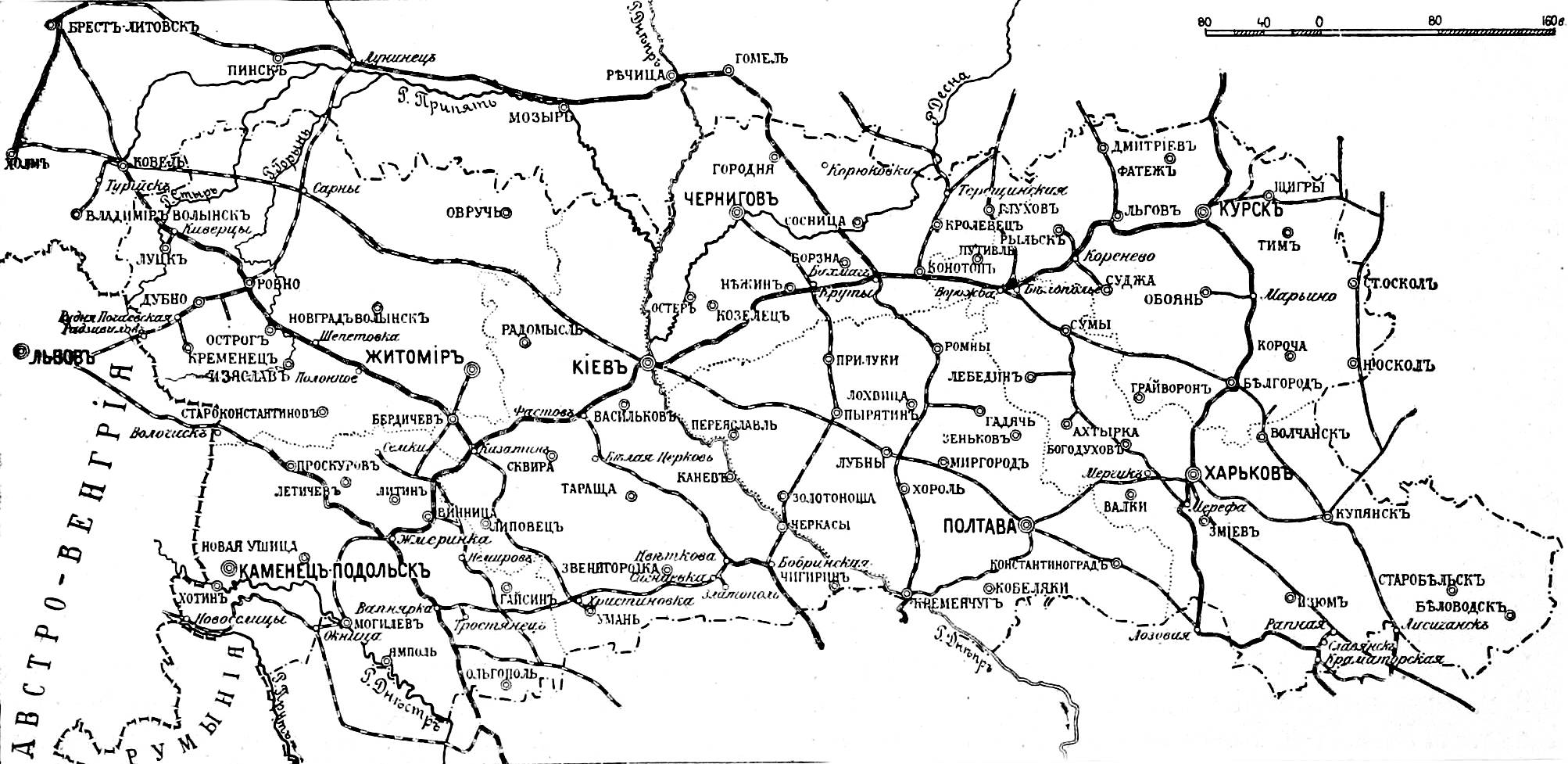
District militaire de Kiev en 1911-1915.

Le district militaire de Kiev était un district militaire, un type de division territoriale utilisé pour assurer une gestion plus efficace des unités de l'armée, leur formation et d'autres activités opérationnelles liées à la préparation au combat. Le district couvrait à l'origine le gouvernement de Kiev, le gouvernement de Podolie (moins le comté de Balta) et le gouvernement de Volhynie.
Les formations assignées comprenaient la 10e armée.
En 1888, le district militaire de Kharkiv (en) fusionne avec le district militaire de Kiev.
Avec le début de la Première Guerre mondiale, le quartier est transformé en la 3e armée. En avril 1917, les gouvernements de Poltava et de Koursk furent transférés sous l'administration du district militaire de Moscou.
Après la révolution d'Octobre à Petrograd, le district passa sous la juridiction de la République populaire ukrainienne et exista jusqu'au début février 1918 à l'avancée des forces de la Garde rouge de Petrograd-Moscou du groupe expéditionnaire d'Antonov-Ovseïenko chargée de combattre la contre-révolution dans le Sud de la Russie.
Le quartier n'a pas été réintégré pendant la brève période bolchevique en 1918 ni après l'établissement de l'État ukrainien.

### Commandants (Empire russe)
- Lieutenant-général Prince Illarion Vassiltchikov (6 juillet 1862 - 12 novembre 1862*)
- Lieutenant-général comte Adam Rzewuski (par intérim en novembre 1862)
- Colonel général Nikolaï Annenkov (décembre 1862 ? - 19 janvier 1865)
- Colonel général Alexandre Bezak (ru) (19 janvier 1865 - 30 décembre 1868*)
- Lieutenant-général Nikolaï Kozlianinov (ru) (6 janvier 1869 - 1er mai 1872)
- Lieutenant-général Prince Alexandre Dondoukov-Korsakov (par intérim en janvier - avril 1877)
- Lieutenant-général Mikhaïl Tchertkov (par intérim en 13 septembre 1877 - 15 avril 1878)
- Lieutenant-général Mikhaïl Tchertkov (15 septembre 1878 - 13 janvier 1881)
- Colonel-général Alexandre Drenteln (13 janvier 1881 - 15 juillet 1888*)
- Colonel-général Fiodor Radetsky (31 octobre 1888 ? - 1889)
- Colonel-général Mikhaïl Dragomirov (1er janvier 1889 - 24 décembre 1903)
- Lieutenant-général Nikolaï Kleigels (24 décembre 1903 - 19 octobre 1905)
- Lieutenant-général Vladimir Soukhomlinov (19 octobre 1905 - 2 décembre 1908, depuis 1906 colonel général)
- Colonel-général Nikolaï Ivanov (2 décembre 1908 - 19 juillet 1914)
- Lieutenant-général Nikolaï Khodorovitch (16 avril 1916 - 1917)

### Commandants (après la Révolution)
- Colonel Constantin Oberoutchev (ru) (commissaire du gouvernement provisoire de mars à mai 1917)
- Major général Constantin Oberoutchev (mai 1917 - 17 octobre 1917)
- Lieutenant-général Mikhaïl Kvetsinsky (17 octobre 1917 - 7 novembre 1917)

### Conflits majeurs
- Insurrection de Janvier (insurrection pro-polonaise)
- Révolution de 1905
- Première Guerre mondiale (1914-1917)

## Première formation de l'armée ukrainienne

### Commandants
- Lieutenant-colonel Viktor Pavlenko (14 novembre 1917 - 13 décembre 1917)
- Capitaine Mykola Shynkar (13 décembre 1917 - 1918)[1]

### Conflits majeurs
- Insurrection bolchevique (1917)
- Guerre soviéto-ukrainienne (1917-1918)

## Première formation de l'Armée rouge
Le quartier a été rétabli le 12 mars 1919, puis à nouveau dissous le 23 août 1919, avec l'avancée des forces de Dénikine.

## Région militaire de Kiev (oblast)
La région militaire de Kiev a été formée par les forces de Dénikine le 31 août 1919, mais déjà le 14 décembre 1919, ses forces ont été récupérées et fusionnées avec les forces de la région de Novorossiysk. Le commandant du district militaire était Abraham Dragomirov.

## Formation des forces armées soviétiques d'Ukraine et de Crimée
Le district a été de nouveau formé en janvier 1920.
Au début des années 1920, le district comprenait les divisions suivantes:
- 3e division de fusiliers de Crimée (en)
- 7e division de fusiliers de Tchernigov (ru)
- 15e division de fusiliers de Sivach
- 24e division de fusiliers de Samaro-Simbirsk
- 25e division de fusiliers de Tchapaïev (ru)
- 30e division de fusiliers d'Irkoutsk (ru)
- 44e division de fusiliers de montagne de Kiev (ru)
- 45e division de fusiliers de Volhynie (ru)
- 51e division de fusiliers de Perekop (ru)

## District militaire ukrainien
En avril 1922, le district militaire de Kiev a été fusionné avec le district militaire de Kharkiv dans le district militaire du sud-ouest. En juin 1922, il a été rebaptisé district militaire ukrainien.
Le 6e corps de fusiliers a été formé sur ordre du commandant des forces armées d'Ukraine et de Crimée (numéro 627/162) à partir du 23 mai 1922 à Kiev, une partie du district militaire de Kiev et de Kharkov.

### Commandants
- Mikhaïl Frounze : 1922 - 1924
- Aleksandr Iegorov : 1924 - 1925
- Iona Yakir : 1925 - 1935

## Deuxième formation de l'Armée rouge
Le 17 mai 1935, le district militaire ukrainien est divisé entre le district militaire de Kharkiv et le district militaire de Kiev.
Le 13e corps de fusiliers est réformé dans le district par un arrêté de district de décembre 1936, et son quartier général établi à Bila Tserkva.
Le 26 juillet 1939, le district est rebaptisé district militaire spécial de Kiev.
Le 20 février 1941, le district forma le 22e corps mécanisé (527 chars) dans la 5e armée, le 16e corps mécanisé (372 chars) dans la 12e armée, le 9e corps mécanisé (94 chars), le 24e corps mécanisé (56 chars), le 15e corps mécanisé (707 chars) et le 19e corps mécanisé (274 chars) dans la réserve du district,.
Lorsque l'opération Barbarossa débuta le 22 juin 1941, sur la base du district militaire spécial de Kiev fut créé le front du Sud-Ouest qui, le 10 septembre 1941, l'intégra complètement.

### Commandants
- Komandarm 1er rang Iona Yakir - 1935 - 1937
- Komandarm 1er rang Ivan Fedko - 1937 - 1938
- Komandarm 2e rang Semion Timochenko - 1938 - 1940
- Général d'armée Gueorgui Joukov - 1940 - 1941
- Colonel général Mikhaïl Kirponos - 1941
- Lieutenant-général Vsevolod Yakovlev - 1941

## Formation de l'armée soviétique
Le district est reconstitué le 25 octobre 1943, avec comme siège Kiev. En juin 1946, 7 oblasts du district militaire dissous de Kharkiv ont été ajoutés au district militaire de Kiev. Le district comprenait désormais les oblasts (provinces) de Kiev, Cherkasy, Ouman, Vorochilovgrad, Dnipropetrovsk, Poltava, Staline, Sumy, Kharkiv et Chernihiv.
Les unités stationnées dans le district étaient la 1re armée de la Garde et la 6e armée blindée de la Garde. Ces unités terrestres étaient toutes en sous-effectif, des unités-cadres devant être complétées qu'en cas de mobilisation. Appelées « centre d'entraînement de district » à partir des années 1960, ils sont transformés en base de stockage de matériel militaire (базы хранения военной техники, abrégé en БХВТ) à la fin des années 1980.
La 69e armée aérienne fut active dans le district  du début des années 1950 jusqu'à au moins 1964 (voir ru:Колесник, Василий Артёмович). En 1959, la 17e armée aérienne fut transférée dans le district de Mongolie pour fournir un soutien aérien. Le 60e corps de la 8e armée de défense aérienne a assuré la défense aérienne du district.
La 43e armée de forces des missiles stratégiques a été formée à Vinnytsia dans les limites du district en 1960. Elle comprenait la 19e division de missiles (Khmelnytskyï), la 37e division de missiles de la Garde (Loutsk), la 43e division de roquettes (Krementchouk), la 44e division de missiles (Kolomya, oblast d'Ivano-Frankovsk, dissoute le 31 mars 1990. Auparavant, la 73e brigade du génie RVGK à Kamychine), et la 46e division de missiles (Pervomaïsk, oblast de Mykolaïv). Le dernier commandant de la 43e armée de roquettes était le colonel-général Vladimir Alekseevich Mikhtyuk, qui a servi du 10 janvier 1991 au 8 mai 1996, date de sa dissolution.
Se trouvaient aussi dans le district la 9e brigade indépendante des forces spéciales du GRU (activé le 15 novembre 1962 à Kirovograd, oblast de Kirovograd, formation terminée le 31 décembre 1962, unité reprise par l'Ukraine en 1992), la 17e armée aérienne et le 60e corps de défense aérienne de la 8e armée de défense aérienne (forces de défense aérienne soviétique). Parmi les unités de l'armée de l'air du district se trouvaient l'École supérieure des pilotes de l'aviation militaire de Tchernihiv. Également, en 1988, se trouvait dans le district la 72e base d'armements d'artillerie, à Krasnohrad.
La 23e brigade indépendante de débarquement et d'assaut (en fait une brigade aéromobile), à Krementchouk, dans l'oblast de Poltava, était également située dans les limites du district mais responsable devant la direction stratégique du QG sud-ouest.

### Composition en 1988
- 6e armée de chars de la Garde, à Dnepropetrovsk :
  - 17e division de chars de la Garde, à Krivoi Rog ;
  - 22e division de chars de la Garde (dissoute en septembre 1990, remplacée par la 93e division de fusiliers motorisés de la Garde rapatriée de Hongrie), à Novomoskovsk ;
  - 42e division de chars de la Garde (renommée 6299e base de stockage en septembre 1990, dissoute en mai 1991), à Gvardeyskoye dans l'oblast de Dniepropetrovsk ;
  - 75e division de chars de la Garde (renommée 5362e base de stockage en juillet 1989, puis dissoute en juin 1990), à Tchougouïev ;
  - 64e division de chars de réserve (cadre de mobilisation, renommée 5360e base de stockage en juillet 1989, dissoute en mars 1991), à Tchougouïev ;
  - 722e centre d'entraînement territorial (ex 52e division de chars avant décembre 1987, renommé 5359e base de stockage en juillet 1989, dissoute en juin 1990), à Jdanovka ;
  - 747e centre d'entraînement territorial (ex 58e division de chars avant décembre 1987, renommé 5361e base de stockage en juillet 1989, dissoute en juin 1990), à Krivoï Rog ;
- 1re armée combinée de la Garde, à Tchernigov :
  - 25e division de fusiliers motorisés de la Garde, à Loubny ;
  - 47e division de fusiliers motorisés (renommée 5198e base de stockage en juillet 1989, puis amalgamée à la 39e division de fusiliers motorisés de la Garde en novembre 1991), à Konotop ;
  - 72e division de fusiliers motorisés de la Garde, à Bila Tserkva ;
  - 41e division de chars de la Garde (renommée 6298e base de stockage en septembre 1990), à Tcherkassy ;
  - 850e centre d'entraînement territorial (ex 200e division cadre de fusiliers motorisés avant décembre 1987, renommé 5196e base de stockage en septembre 1989, puis absorbé par la 4214e en juin 1991), à Piriatine dans l'oblast de Poltava ;
  - 851e centre d'entraînement territorial (ex 204e division cadre de fusiliers motorisés avant décembre 1987, renommé 5193e base de stockage en juillet 1989), à Ouman ;
- 64e corps d'armée, à Artemovsk (créé en 1982, dissous en juillet 1989) :
  - 36e division de fusiliers motorisés (dissoute en janvier 1990, remplacée par la 254e division de fusiliers motorisés rapatriée de Hongrie), à Artemovsk ;
  - 46e division de fusiliers motorisés (dissoute en mars 1989, remplacée par la 4e division de fusiliers motorisés de la Garde rapatriée d'Ouzbékistan), à Lougansk ;
- 169e centre d'entrainement de la Garde (ex 112e division de fusiliers motorisés avant 1968, puis 48e division de chars de 1968 à 1987), à Desna ;
- 750e centre d'entraînement territorial (ex 67e division d'artillerie avant 1987, renommé 1835e base de stockage en 1990), à Malinovka ;
- 752e centre d'entraînement territorial (ex 73e division d'artillerie avant 1987, renommé 1873e base de stockage en 1990), à Devitchki dans l'oblast de Kiev ;
- 1074e centre d'entraînement territorial (ex 141e division antiaérienne avant 1987, renommé 4613e base de stockage en 1989), à Tcherkassy ;
- 1075e centre d'entraînement territorial (ex 182e division antiaérienne avant 1987, renommé 4650e base de stockage en 1989), à Krivoi Rog ;
- 235e division cadre de sécurité arrière, à Artemovsk[11] ;
- 17e armée aérienne, à Kiev :
  - 255e escadrille d'aviation mixte, à Kiev-Borispol ;
  - 228e escadrille d'hélicoptères de guerre électronique, à Borispol ;
  - 135e régiment de communications et de contrôle, à Kiev ;
  - école de pilotes de Chernigov ;
  - école de pilotes de Kharkov-Tchougouïev ;
  - école de navigateurs de Voroshilovgrad, à Lougansk[12].

### Divisions cadres
Le district militaire compte à partir des années 1970 plusieurs divisions cadres, des unités avec un personnel et un équipement très réduits mais destinées à être complétées en cas de mobilisation.

#### Artillerie
- 67e division d'artillerie, à Malinovka, formée en 1983, transformée en 750e centre d'entraînement territorial le 1er décembre 1987 puis en 1835e base de stockage d'équipement en janvier 1990[13].
- 73e division d'artillerie, à Devitchki, formée en 1984, transformée en 752e centre d'entraînement territorial le 1er décembre 1987 puis en 1873e base de stockage d'équipement en janvier 1990. En 1988, la division est constituée de trois brigades cadres : la 446e d'obusiers, la 447e de canons et la 448e de lance-roquettes[14].
- 141e division de missiles antiaériens d'artillerie, à Tcherkassi, formée en mai 1980, transformée en 1074e centre d'entraînement territorial le 1er décembre 1987 puis en 4613e base de stockage le 1er juillet ou le 1er décembre 1989[11],[15].
- 182e division de missiles antiaériens d'artillerie, à Krivoï Rog, formée en 1977, transformée en 1075e centre d'entraînement territorial le 1er décembre 1987 puis en 4650e base de stockage le 1er juillet ou le 1er décembre 1989[11],[16].

#### Chars
- 52e division de chars (numéro d'unité militaire 35462), à Jdanovka, formée en 1969, adossée à la 22e division de chars de la Garde, renommée 722e centre d'entraînement territorial le 1er décembre 1987 puis 5359e base de stockage en juillet ou septembre 1989, dissoute en juin 1990[17]. La base de stockage récupère l'équipement de la 32e division de chars de la Garde (en) et possède 314 chars T-64, 49 BMP, une cinquantaine d'autres véhicules blindés (notamment de commandement) et 20 mortiers PM-38 (en)[18].
- 58e division de chars (numéro d'unité militaire 16508), à Krivoï Rog, formée en 1971, adossée à la 17e division de chars de la Garde, transformée en 747e centre d'entraînement territorial le 1er décembre 1987 puis renommée 5361e base de stockage en juillet 1989 et dissoute en juin ou décembre 1990[19]. Les 25e et 92e régiments de chars de la base dissoute renforcent les 216e et 224e régiments de la 17e division[18].
- 64e division de chars de réserve (numéro d'unité militaire 21472), à Tchougouev, formée en 1972, transformée en 5360e base de stockage en juillet 1989 puis dissoute en mars 1991[18],[20]. En cas de mobilisation, elle aurait dû recevoir des militaires de école militaire des commandants de chars de Karkhov (uk)[20].
- 70e division de chars de réserve (numéro d'unité militaire 31648), à Desna, formée en 1973, adossée à la 48e division école de chars de la Garde, dissoute le 1er octobre 1989[21].

#### Autres
- 200e division de fusiliers motorisés (numéro d'unité militaire 18626), à Belaïa Tserkov jusqu'en août 1982 puis à Piriatine, formée en 1981, adossée à la 25e division de fusiliers motorisés de la Garde (en), déplacée à transformée en 850e centre d'entraînement territorial le 1er décembre 1987 puis en 5196e base de stockage le 1er juillet 1989. En juin 1991, elle est absorbée par la 4214e base de stockage (ex-7e division de chars de la Garde (en))[22],[23].
- 204e division de fusiliers motorisés (numéro d'unité militaire 05780), à Ouman, adossée à la 41e division de chars de la Garde, transformée en 851e centre d'entraînement territorial le 1er décembre 1987 puis en 5193e base de stockage le 1er juillet 1989[22],[24].
- 235e division de sécurité arrière, formée à la fin des années 1980 à Artemovsk[11].

### Commandants
- Lieutenant-général Viktor Kossyakine : 1943 - 1944
- Lieutenant-général Vassyl Herassymenko : 1944 - 1945
- Colonel général Andreï Gretchko : 9 juillet 1945 - 25 mai 1953[25]
- Maréchal de l'Union soviétique Vassili Tchouïkov : 26 mai 1953 - avril 1960
- Général d'armée Piotr Kochevoï : avril 1960 - janvier 1965
- Général d'armée Ivan Iakoubovski : janvier 1965 - avril 1967
- Colonel général Viktor Koulikov : avril 1967 - 1969
- Colonel général Grigori Salmanov : avril 1969 - 1975
- Colonel général Ivan Gerassimov : 1975 - 1984
- Colonel général Vladimir Ossipov : 1984 - 1989
- Colonel général Boris Gromov : 1989 - décembre 1990
- Colonel général Viktor Tchetchevatov : janvier 1991 - 1992

## Deuxième formation de l'armée ukrainienne
À partir de janvier 1992, le district militaire de Kiev devient une subdivision territoriale des Forces armées de l'Ukraine. Le colonel-général Viktor Tchetchevatov fut démis de ses fonctions de commandant de district pour avoir refusé de prêter serment d'allégeance envers l'Ukraine. Il était prévu de dissoudre le district, pour le 1er novembre 1992, et sa structure servit de base au nouveau ministère ukrainien de la Défense et à l'état-major général. Il a été remplacé en 1996 par le Commandement opérationnel nord.

### Commandants
- Lieutenant-général Valentin Boryskin (1992).